# والتر لوین
والتر هنریک گوستاو لوین (به انگلیسی: Walter H.G. Lewin) (زادهٔ ۳۱ ژانویهٔ ۱۹۳۶) فیزیکدان و استاد بازنشستهٔ مؤسسه فناوری ماساچوست (دانشگاه MIT) است.

## آموزش و کار
لوین مدرک پی‌اچ‌دی خود در زمینهٔ فیزیک هسته‌ای را در سال ۱۹۶۵ از دانشگاه صنعتی دلفت هلند دریافت کرد. او در سال ۱۹۶۶ برای گذراندن دورهٔ پسادکتری به دانشگاه MIT رفت و در پایان همان سال به عنوان استادیار در آنجا مشغول به کار شد. وی به گروه اخترشناسی در طیف X دانشگاه MIT پیوست و همراه با جورج کلارک (George W. Clark) تمامی پیمایش‌های آسمان با بالن را هدایت کرد؛ که در میان ۷۰ پیمایش ۲۰ مورد آن به موفقیت دست یافت. این پیمایش‌های با بالن کمک کرد تا ۵ منبع جدید تولید کنندهٔ اشعهٔ X کشف شوند. راکت‌هایی که برای شناسایی این منابع اشعهٔ X فرستاده شده بودند در پیدا کردن این منابع ناکام مانده بودند چون آن‌ها می‌توانند تنها چند دقیقه در آسمان بمانند در حالی که این بالن‌ها ساعت‌های زیادی در آسمان می‌مانند. همچنین این بالن‌ها موفق شدند GX ۱+۴ که نخستین تپ‌اختر گردندهٔ تولید کنندهٔ اشعهٔ X بود را نیز پیدا کنند. این تپ‌اختر به آرامی به دور خود می‌چرخد.
لوین در سال ۲۰۰۳ جایزهٔ یادبود اورت مور بیکر (Everett Moore Baker) را به عنوان بهترین آموزگار دورهٔ کارشناسی دریافت کرد. فیلم بعضی از جلسات درس او بر روی شبکه اینترنت موجود است.
لوین یکی از علاقه‌مندان به هنر و جمع‌آوری آثار هنری است او در سال ۲۰۰۴ در نشستی با عنوان «نگاهی به هنر سدهٔ بیستم از دید یک فیزیکدان» که در دانشگاه MIT برگزار شد به سخنرانی پرداخت.

## کلاس‌های درس

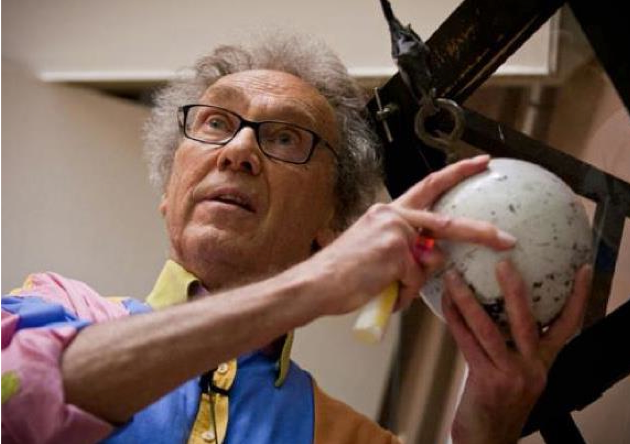
کلاس درس والتر لوین در 16 مه 2011 در دانشگاه MIT

بسیاری از کلاس‌های فیزیک والتر در MIT سال‌ها در UWTV در سیاتل، واشینگتن نشان داده می‌شد و تعداد بینندگان آن به ۴ میلیون نفر می‌رسید. لوین شخصاً به صدها رایانامه‌ای که از سوی بینندگان UWTV دریافت می‌کرد جواب می‌داد. او برای ۱۵ سال در شبکهٔ MIT Cable TV بود، برنامه‌های این شبکه هر روز در تمام شبانه روز پخش می‌شد و در آن به دانشجویان در انجام تکالیف هفتگیشان کمک می‌کرد. فیلم جلسات درس لوین در بحث‌های مکانیک نیوتنی، الکتریسیته و مغناطیس، و لرزش و موج به همراه دیگر کلاس‌ها در پایگاه مجازی درس‌افزار باز ام‌آی‌تی در دسترس است و مانند بسیاری دیگر از فیلم‌های شبکه اجتماعی قابل مشاهده‌است.
در سال ۲۰۱۴ کلاس‌های درس او از سایت مؤسسه فناوری ماساچوست حذف شد. دلیل این اقدام مؤسسه شکایت یکی از دانشجویان به علّت استفاده از لغات ناسزا در کلاس آنلاین او عنوان شده است. البته برای دسترسی به کلاس‌های ایشان می‌توان از طریق کانل یوتوب اقدام کرد.

## چند مورد از مقاله‌های لوین
- Lewin, Walter H.G.; Paradijs, Jan van. "X-ray Bursts". Space Science Reviews (به انگلیسی). ۶۲ (۳–۴): ۲۲۳–۳۸۹. doi:10.1007/BF00196124. {{cite journal}}: |access-date= requires |url= (help)
- D. Pooley, W.H.G. Lewin, S.F. Anderson, H. Baumgardt, A.V. Filippenko, B.M. Gaensler, L. Homer, P. Hut, Victoria Kaspi, B. Margon, S. McMillan, S. Portegies Zwart, M. van der Klis, & F. Verbunt (2003). "Dynamical Formation of Close Binary Systems in Globular Clusters". Astrophysical Journal (به انگلیسی). ۲ (۵۹۱): ۱۳۱-۱۳۴. Bibcode:2003ApJ...591L.131P. doi:10.1086/377074. {{cite journal}}: |access-date= requires |url= (help)نگهداری یادکرد:نام‌های متعدد:فهرست نویسندگان (link)
- J. Miller, A. Fabian, R. Wijnands, R. Remillard, P. Wojdowski, N. Schulz, T. Di Matteo, H. Marshall, C. Canizares, & W. Lewin (2002). "Resolving the Composite Fe K-alpha Emission Line in the Galactic Black Hole Cygnus X-۱ with Chandra". Astrophysical Journal (به انگلیسی). 578: 348–۳۵۶. arXiv:astro-ph/۰۲۰۲۰۸۳. Bibcode:2002ApJ...۵۷۸..۳۴۸M. doi:10.1086/342466. {{cite journal}}: Check |arxiv= value (help); Check |bibcode= length (help)نگهداری یادکرد:نام‌های متعدد:فهرست نویسندگان (link)
- D. Pooley, W. Lewin, L. Homer, S. Anderson, B. Gaensler, B. Margon, F. Verbunt, J. Miller, D. Fox, V. Kaspi & M. v.d. Klis (2002). "Optical Identifications of Multiple Faint X-ray Sources in the Globular Cluster NGC~۶۷۵۲: Evidence for Numerous Cataclysmic Variables". Astrophysical Journal (به انگلیسی). 569: 405. arXiv:astro-ph/۰۱۱۰۱۹۲. Bibcode:2002ApJ...569..405P. doi:10.1086/339210. {{cite journal}}: Check |arxiv= value (help)نگهداری یادکرد:نام‌های متعدد:فهرست نویسندگان (link)
- C. Kouveliotou, J. van Paradijs, G. J. Fishman, M. S. Briggs, J. Kommers, B. A. Harmon, C. A. Meegan, W. H. G. Lewin (1996). "Discovery of a New Type of Burster from the Galactic Center Region". Nature (به انگلیسی). 379 (6568): 799. Bibcode:1996Natur.379..799K. doi:10.1038/379799a0.{{cite journal}}:  نگهداری یادکرد:نام‌های متعدد:فهرست نویسندگان (link)
- M. v.d. Klis, J. Swank, W. Zhang, K. Jahoda, E. Morgan, W. Lewin, B. Vaughan, & J. van Paradijs (1996). "Discovery of Sub millisecond Quasi-periodic Oscillations in the X-ray Flux of Scorpius X-۱". Astrophysical Journal (به انگلیسی). 469: L1. arXiv:astro-ph/۹۶۰۷۰۴۷. Bibcode:1996ApJ...۴۶۹L...۱V. doi:10.1086/310251. {{cite journal}}: Check |arxiv= value (help); Check |bibcode= length (help)نگهداری یادکرد:نام‌های متعدد:فهرست نویسندگان (link)
- W.H.G. Lewin, G.W. Clark and W.B. Smith (1968). "Observation of an X-Ray Flare from Sco X-۱". Astrophysical Journal (Letters) (به انگلیسی). 152: L55. Bibcode:1968ApJ...۱۵۲L..۵۵L. doi:10.1086/180177. {{cite journal}}: Check |bibcode= length (help)

## چند مورد از کتاب‌های لوین
- Lewin, Walter; Goldstein, Warren, For the Love of Physics: From the End of the Rainbow to the Edge of Time - A Journey Through the Wonders of Physics, Simon and Schuster, 2011. ISBN 978-1-4391-0827-7
- Lewin, Walter; van der Klis, Michiel (editors), Compact stellar X-ray sources, Cambridge ; New York: Cambridge University Press, 2006. ISBN 978-0-521-82659-4
- Lewin, Walter H.G. ; van Paradijs, Jan; van den Heuvel, Edward P.J. , (editors), X-ray binaries, Cambridge ; New York: Cambridge University Press, 1995. ISBN 0-521-41684-1
- Truemper, J. ; Lewin, W.H.G. ; Brinkmann, W. , (editors), The evolution of galactic X-ray binaries, Dordrecht, Holland ; Boston: D. Reidel Pub. Co. ; Hingham, MA: Sold and distributed in the U.S.A. and Canada by Kluwer Academic Publishers, 1986. ISBN 90-277-2184-X

## یادداشت و منبع
مشارکت‌کنندگان ویکی‌پدیا. «Walter Lewin». در دانشنامهٔ ویکی‌پدیای انگلیسی، بازبینی‌شده در ۱۳ سپتامبر ۲۰۱۱.
1. ↑  Instructor Profile: Walter Lewin at MIT OpenCourseWare (archived 2009)
2. ↑  «Looking at 20th Century Art through the Eyes of a Physicist - Walter Lewin (video)» بایگانی‌شده  در ۸ اکتبر ۲۰۱۱ توسط Wayback Machine, MIT World, January ۱۴, ۲۰۰۴
3. ↑  Lin، Leon. «MIT cuts ties with Walter Lewin after online harassment probe - The Tech». tech.mit.edu. بایگانی‌شده از اصلی در ۹ ژانویه ۲۰۱۸. دریافت‌شده در ۲۰۱۶-۰۹-۰۹.